# 茅原沢町
茅原沢町（ちはらざわちょう）は愛知県岡崎市大平地区の町名。丁番を持たない単独町名で、12の小字が設置されており、字茅生の区域のみ、住居表示が実施されている。

## 地理
岡崎市の地理的中央部に位置する。住宅地が愛知県道37号岡崎作手清岳線沿線に形成されているほか、ちせいの里という団地が存在する。水田は河川沿岸に、それ以外は基本的に森林である。

### 河川
- 乙川
- 男川

### 小字
| - 字新井（あらい） - 字上平（うえだいら） - 字梅薮前（うめやぶまえ） - 字裏田（うらだ） | - 字川坂（かわざか） - 字道々（どうど） - 字茅生（ちせい） - 字東田（ひがしだ） | - 字松下（まつした） - 字松元（まつもと） - 字家下（やした） - 字梁野（やなの） |

## 世帯数と人口
2019年（令和元年）5月1日現在の世帯数と人口は以下の通りである。
| 町丁     | 世帯数  | 人口  |
| -------- | ------- | ----- |
| 茅原沢町 | 236世帯 | 622人 |

### 人口の変遷
国勢調査による人口の推移
| 1995年（平成7年）  | 337人 | [ 6 ]  |  |
| 2000年（平成12年） | 668人 | [ 7 ]  |  |
| 2005年（平成17年） | 682人 | [ 8 ]  |  |
| 2010年（平成22年） | 646人 | [ 9 ]  |  |
| 2015年（平成27年） | 639人 | [ 10 ] |  |

## 小・中学校の学区
市立小・中学校に通う場合、学区は以下の通りとなる。
| 番・番地等 | 小学校             | 中学校             |
| ---------- | ------------------ | ------------------ |
| 全域       | 岡崎市立生平小学校 | 岡崎市立河合中学校 |

## 歴史
額田郡茅原沢村を前身とする。
1889年10月1日に新設合併で茅原沢村、岩戸村、古部村、才熊村、秦梨村、須淵村、生平村、切越村、蓬生村で合併し、河合村となった。そして1955年2月1日に岩津町、福岡町、本宿村、山中村、藤川村、竜谷村、河合村、常磐村の残部が岡崎市に編入された。その後、1997年6月1日に、住居表示の実施により、茅原沢町の裏田、東田、松元の各小字と、生平町字西高根の各一部から、字茅生を設置している。

## 交通
- 愛知県道35号岡崎設楽線（作手街道）
- 愛知県道37号岡崎作手清岳線（男川せせらぎ道）

## 施設
- 岡崎市立河合中学校
- 生平学区市民ホーム
- 茅原沢町公民館
- ちせいの里集会所
- 河合郵便局
- 梁野処理場
- 河合消防団茅原沢町器具庫

## その他

### 日本郵便
- 郵便番号 : 444-3335[3]（集配局：岡崎郵便局[12]）。

## 参考資料
- 「角川日本地名大辞典」編纂委員会 編『角川日本地名大辞典 23 愛知県』角川書店、1989年3月8日。ISBN 4-04-001230-5。
- 有限会社平凡社地方資料センター 編『日本歴史地名体系第23巻 愛知県の地名』平凡社、1981年。ISBN 4-582-49023-9。